# Easy (Fernsehserie)
Easy ist eine US-amerikanische Fernsehserie, die auf dem Video-on-Demand-Anbieter Netflix ihre Premiere feierte. Die Idee zu Easy stammt von dem unabhängigen Filmemacher Joe Swanberg, der bei allen Folgen Regie führte und auch die Drehbücher schrieb. Die erste Staffel der Serie besteht aus acht Folgen, die am 22. September 2016 veröffentlicht wurden.
Im April 2017 wurde von Netflix bekanntgegeben, dass es eine zweite Staffel geben wird, die ebenfalls aus acht Folgen besteht. Diese wurde am 1. Dezember 2017 zum ersten Mal ausgestrahlt.
Im August 2018 verkündete Netflix, dass eine dritte und letzte Staffel in Auftrag gegeben wurde, diese feierte am 10. Mai 2019 ihre Premiere.

## Handlung
Die Serie ist eine Anthologie-Serie, da zwar alle Folgen in derselben Stadt (Chicago) spielen, jedoch in fast jeder Episode verschiedene Charaktere und Handlungen im Mittelpunkt stehen. Allerdings gibt es einige Figuren, wie das Ehepaar Kyle und Andi, die in mehreren Folgen vorkommen. Die Serie fokussiert sich hauptsächlich auf die Beziehungen von Paaren, die aus unterschiedlichen Altersklassen beziehungsweise Milieus stammen.

## Besetzung und Synchronisation
Die deutsche Synchronisation der ersten beiden Staffeln entstand bei der Studio Hamburg Synchron, die der dritten Staffel bei dem CSC-Studio. Engelbert von Nordhausen schrieb das Dialogbuch der ersten Staffel und führte bei dieser auch die Dialogregie. Das Synchronbuch der zweiten Staffel wurde von Thomas Rock verfasst, Karin Grüger führte die Dialogregie. Robert Kotulla schrieb das Dialogbuch der dritten Staffel und führte bei dieser auch die Dialogregie.
| Rolle                | Schauspieler            | Staffel(n) | Synchronsprecher                                          |
| -------------------- | ----------------------- | ---------- | --------------------------------------------------------- |
| Annabelle Jones      | Jane Adams              | 1–3        | Marion Musiol                                             |
| Noelle               | Zazie Beetz             | 1–3        | Isabelle Schmidt                                          |
| Kyle                 | Michael Chernus         | 1–3        | Sven Fechner                                              |
| Chase                | Kiersey Clemons         | 1–3        | Tina Haseney                                              |
| Sherri               | Aya Cash                | 1–3        | Julia Blankenburg                                         |
| Samantha             | Megan Ferguson          | 2–3        | Anna Düe                                                  |
| Jeff                 | Dave Franco             | 1–3        | Felix Spieß                                               |
| Stephen              | Stephen George          | 1–2        | Lasse Dreyer                                              |
| Matt                 | Evan Jonigkeit          | 1–3        | Benjamin Stöwe                                            |
| Grace                | Danielle Macdonald      | 2–3        | Jodie Blank                                               |
| Jacob Malco          | Marc Maron              | 1–3        | Frank Kirschgens                                          |
| Annie                | Kate Micucci            | 1–3        | Anja Stadlober (1. Stimme) Sonja Spuhl (2. Stimme)        |
| Andi                 | Elizabeth Reaser        | 1–3        | Aline Staskowiak                                          |
| Jo                   | Jacqueline Toboni       | 1–3        | Friederike Walke (1. Stimme) Jannika Jira (2. Stimme)     |
| Amber                | Jaz Sinclair            | 1–3        | Lina Rabea Mohr (1. Stimme) Jenny Maria Meyer (2. Stimme) |
| Van Howard           | Marz Timms              | 1–2        |                                                           |
| Andrew               | Jake Johnson            | 1,3        | Matthias Rimpler                                          |
| Sophie               | Gugu Mbatha-Raw         | 1,3        | Johanna Dost (1. Stimme) Manuela Bäcker (2. Stimme)       |
| Lauren               | Kate Berlant            | 2–3        | Almut Zydra                                               |
| Lucy                 | Malin Åkerman           | 1          | Wicki Kalaitzi                                            |
| Tom                  | Orlando Bloom           | 1          | Matthias Deutelmoser                                      |
| Jason                | Hannibal Buress         | 1          | Roman Kretschmer                                          |
| Bernie               | Raúl Castillo           | 1          | Daniel Montoya                                            |
| Gabi                 | Aislinn Derbez          | 1          | Sarah Méndez García (1. Stimme) Maria Sumner (2. Stimme)  |
| Martin               | Mauricio Ochmann        | 1          | Sebastian Christoph Jacob                                 |
| Allison Lizowska     | Emily Ratajkowski       | 1          | Anja Nestler                                              |
| Wally                | Jake Weber              | 1          | Peter Flechtner                                           |
| Lindsay              | Aubrey Plaza            | 2          | Marie-Isabel Walke                                        |
| Harrison             | Lawrence Michael Levine | 2          | Robert Glatzeder                                          |
| Mike                 | Joe Lo Truglio          | 2          | Fabian Oscar Wien                                         |
| Karen Treska         | Michaela Watkins        | 2          | Bettina von Nordhausen                                    |
| Gretchen             | Judy Greer              | 2          | Cathlen Gawlich                                           |
| Sally                | Karley Sciortino        | 2          | Heide Domanowski                                          |
| Annie                | Jennifer Kim            | 2          | Dana Friedrich                                            |
| Amy                  | Lindsay Burdge          | 2          | Anna Grisebach                                            |
| Od                   | Odinaka Ezeokoli        | 2          | Tim Sander                                                |
| Mr. Pope             | Alex Ross Perry         | 2          | Bastian Sierich                                           |
| Jason                | Parker Sawyers          | 2          | Marios Gavrilis                                           |
| Annies Mitbewohnerin | Kate Lyn Sheil          | 2          | Melanie Isakowitz                                         |
| Chris Whitman        | Timothy Simons          | 2          | Peter Lontzek                                             |
| Frank Bruno          | Craig Butta             | 2          | Thomas Schmuckert                                         |
| Alexandria           | Sophia Bush             | 3          | Marion von Stengel                                        |
| Lucas                | John Gallagher Jr.      | 3          | Jonas Minthe                                              |
| Beth                 | Melanie Lynskey         | 3          | Julia Fölster                                             |
| Skrap                | Kali Skrap              | 3          | Ivo Möller                                                |

## Episodenliste

### Staffel 1
| Nr. (ges.) | Nr. (St.) | Deutscher Titel      | Originaltitel     | Regie        | Drehbuch     |
| --- | --------- | -------------------- | ----------------- | ------------ | ------------ |
| 1 | 1         | Die verf**te Studie  | The Fucking Study | Joe Swanberg | Joe Swanberg |
| Nach 15 Ehejahren lieben sich Kyle und Andi zwar immer noch, allerdings haben sie schon lange keinen Geschlechtsverkehr mehr. Er kümmert sich um die Kinder, während sie in Vollzeit arbeitet. Als sie von einer Studie hören, die besagt, dass sich das Liebesleben verbessert, wenn auf die Partner traditionelle Geschlechterrollen zutreffen, kauft Andi für sich eine Dienstmädchen-Uniform und für ihren Mann ein Bauarbeiterkostüm, um diese Theorie zu testen.                       |           |                      |                   |              |              |
| 2 | 2         | Veganes Aschenputtel | Vegan Cinderella  | Joe Swanberg | Joe Swanberg |
| Jo und Chase lernen sich auf einem Konzert kennen und beginnen eine Beziehung. Jo ist Veganerin und sehr engagiert in den Bereichen Umweltschutz und Nachhaltigkeit. Deswegen überredet sie Chase dazu, sich ebenfalls vegan zu ernähren und mit dem Rad zu fahren. Chase fügt sich, um Jo eine Freude zu machen, jedoch stellt sie dieser neue Lebensstil auf eine große Probe, da er nicht zu ihr passt.                                                                                   |           |                      |                   |              |              |
| 3 | 3         | Brauerei-Brüder      | Brewery Brothers  | Joe Swanberg | Joe Swanberg |
| Jeff, der mit seiner Frau Sherri einen Sohn erwartet, ist mit seiner monotonen Büroarbeit unzufrieden. Mit seinem Bruder Matt, der die meiste Zeit mit Kiffen verbringt, teilt er die Leidenschaft für selbstgebrautes Bier. Aus einer Laune heraus gründen sie eine illegale Brauerei in einer Garage, was sie zunächst vor Jeffs Ehefrau Sherri geheim halten. |           |                      |                   |              |              |
| 4 | 4         | Controlada           | Controlada        | Joe Swanberg | Joe Swanberg |
| Gabi und Bernardo versuchen ein Kind zu bekommen. Ihr gemeinsamer Freund, der Lebemann Martin, der vor einigen Jahren mit Gabi zusammen war, ist in der Stadt und übernachtet bei ihnen. Nachdem Bernardo überredet wurde, gehen sie zu dritt aus. Bernardo zieht sich aber schnell nach Hause zurück. Nach einem kurzen Streit zwischen den Eheleuten stürzt sich Gabi mit Martin ins Nachtleben.                                                                                           |           |                      |                   |              |              |
| 5 | 5         | Die Kunst des Lebens | Art And Life      | Joe Swanberg | Joe Swanberg |
| Jacob Malco, ein bekannter Autor von Graphic Novels, verarbeitet regelmäßig Erfahrungen mit Frauen in seinen Werken, ohne diese vorher um Erlaubnis zu fragen. In einer Bar trifft er auf Allison Lizowska, eine Fotografin, die ein großer Fan seiner Bücher ist. Nach einer gemeinsamen Liebesnacht stellt er einige Zeit später fest, dass die junge Frau diese Erfahrung in einem ihrer eigenen Kunstprojekte verarbeitet hat.                                                           |           |                      |                   |              |              |
| 6 | 6         | Utopie               | Utopia            | Joe Swanberg | Joe Swanberg |
| Tom und Lucy sind seit ein paar Jahren miteinander verheiratet. Obwohl ihre Beziehung gut läuft und sie oft miteinander schlafen, wollen sie etwas Neues ausprobieren und melden sich auf Tinder an, da sie, als sie noch Singles waren, die App nie benutzt haben. Sie suchen jemanden für einen Dreier und finden diese Person schließlich in Annie, einer jungen Frau. |           |                      |                   |              |              |
| 7 | 7         | Zukunftsaussichten   | Chemistry Read    | Joe Swanberg | Joe Swanberg |
| Sophie ist eine junge, aufstrebende Schauspielerin, die nach langer Beziehung von ihrem Freund verlassen wurde. Sie ist deswegen nicht unglücklich, sondern konzentriert sich auf ihren Beruf und möchte die Vorzüge des Single-Lebens erkunden und genießen. Annabelle Jones hingegen, eine ältere Berufskollegin, kann Sophie nicht verstehen: Zwar traf sie vor vielen Jahren eine ähnliche Entscheidung, jedoch ist sie nun einsam und verbringt ihre Abende mit dem Konsum von Whiskey. |           |                      |                   |              |              |
| 8 | 8         | Flüssiges Gold       | Hop Dreams        | Joe Swanberg | Joe Swanberg |
| Matt und Jeff erlangen mit ihrer Garagen-Firma Aufmerksamkeit und hohe Einnahmen. Deshalb soll der Reporter Jason die beiden interviewen. Das Interview setzt den Konflikt der beiden in den Mittelpunkt, denn Matt möchte expandieren, während Jeff es vorzieht mit einer kleineren Einheit Freiheit zum Experimentieren zu bewahren. Als Jeffs Freundin Noelle unerwartet schwanger wird, entschließt sich Jeff halbherzig dazu, Matt zuzustimmen und zu expandieren.                      |           |                      |                   |              |              |
| Am 22. September 2016 wurden alle Folgen der Staffel gleichzeitig bei Netflix veröffentlicht. |           |                      |                   |              |              |

### Staffel 2
| Nr. (ges.) | Nr. (St.) | Deutscher Titel   | Originaltitel     | Regie        | Drehbuch     |
| --- | --------- | ----------------- | ----------------- | ------------ | ------------ |
| 9 | 1         | Paket-Dieb        | Package Thief     | Joe Swanberg | Joe Swanberg |
| In einer gut situierten Nachbarschaft geht ein Dieb um und stiehlt Pakete, die vor den Haustüren abgeliefert werden. Die Nachbarn wollen die Sache selbst in die Hand nehmen. Lindsay ist die Einzige, die die Maßnahmen für überzogen hält. |           |                   |                   |              |              |
| 10 | 2         | Offene Beziehung  | Open Marriage     | Joe Swanberg | Joe Swanberg |
| Andi und Kyle gehen zu einem Paartherapeuten, weil sie die Leidenschaft in ihrer Beziehung wieder aufleben lassen möchten. Der Therapeut rät ihnen, eine offene Beziehung zu führen. Kyle hat Schwierigkeiten, mit dieser neuen Situation zurechtzukommen und traut sich nicht, seine Kollegin Amy zu fragen, ob sie mit ihm essen gehen möchte. Als Andi eines Abends verkündet, dass sie eine Verabredung hat, lädt Kyle Amy und einen weiteren Kollegen, der gerade erst in die Stadt gezogen ist, auf Drinks ein. Die drei verbringen einen angenehmen Abend, während sich Andi mit einem „mysteriösen Unbekannten“ trifft. Am Ende liegen Andi und Kyle glücklich im Bett und sagen sich, dass sie sich lieben. |           |                   |                   |              |              |
| 11 | 3         | Nebenjob          | Side Hustle       | Joe Swanberg | Joe Swanberg |
| Sally arbeitet als Schriftstellerin, wobei ihre Büchern meistens von Sexualität und Beziehungen handeln. Odinaka, genannt Od, ist ein Stand-Up-Komiker, in seinem Programm geht es um Unterschiede zwischen verschiedenen Kulturen. Bei ihren Berufen kommen beiden ihre Nebentätigkeiten zugute: Od ist Fahrer bei Uber, seine Gags basieren auf Gesprächen mit den Fahrgästen. Sally arbeitet gelegentlich als Callgirl, sie verarbeitet ihre Erfahrungen in ihren Büchern. Sally und Odinaka treffen sich eines Tages, als er ihr Uber-Fahrer ist. Später begegnen sie sich erneut auf einer Stand-Up-Veranstaltung. Diese Treffen verarbeiten beide in ihren Hauptberufen.                                       |           |                   |                   |              |              |
| 12 | 4         | Trester           | Spent Grain       | Joe Swanberg | Joe Swanberg |
| Zehn Jahre, nachdem sie ihre Garagen-Brauerei eröffnet haben, sind die Brüder Matt und Jeff Familienväter geworden. Die beiden führen immer noch die Brauerei, möchten diese aber bekannter machen. Da sie sich nicht einigen können, auf welche Art und Weise sie dies tun wollen, kommt es zum Streit und damit zum Bruch zwischen den beiden. Jeff weigert sich, mit seinem Bruder zu sprechen, und das Bierbrauen ist bis auf Weiteres eingestellt. Sherri und Noelle, die Ehefrauen der beiden Brüder, beschließen daraufhin, selber einen Laden zu eröffnen: Sie wollen selbstgemachte Bio-Leckerli für Hunde verkaufen.                                                                                       |           |                   |                   |              |              |
| 13 | 5         | Conjugality       | Conjugality       | Joe Swanberg | Joe Swanberg |
| Jacob versucht sich mit seiner Ex-Frau Karen zu versöhnen. Anlass ist eine Neuauflage seiner ersten Graphic Novel, die seine damalige Untreue thematisiert. |           |                   |                   |              |              |
| 14 | 6         | Verlorene Tochter | Prodigal Daughter | Joe Swanberg | Joe Swanberg |
| Grace, die gerade ihr letztes Jahr auf der High School verbringt, wird von ihren Eltern Andy und Gretchen erwischt, als sie in ihrem Zimmer einen Jungen küsst. Zur Strafe muss sie jeden Sonntag in den Gottesdienst gehen, bis sie ihren Abschluss gemacht hat. Bei ihrem ersten Besuch predigt der Pfarrer das Gleichnis vom Nadelöhr, das besagt, dass es reichen Leute praktisch unmöglich ist, in den Himmel zu kommen. Grace versucht, diese Behauptung zu widerlegen, stößt aber in ihrem Umfeld damit auf taube Ohren. Daher spendet sie ihre gesamten Ersparnisse in Höhe von 48.000 Dollar an die Kirche.                                                                                                 |           |                   |                   |              |              |
| 15 | 7         | Lady Cha Cha      | Lady Cha Cha      | Joe Swanberg | Joe Swanberg |
| Chase und Jo streiten sich über Doppelmoral in Kunst, Sex und Feminismus. Chase widmet sich trotz der Missbilligung von Jo ihrer neuen Leidenschaft, dem Burlesque-Tanz, während Jo nackte feministische Performance-Kunst produziert. |           |                   |                   |              |              |
| 16 | 8         | Kleine Schritte   | Baby Steps        | Joe Swanberg | Joe Swanberg |
| Nach einer Trennung findet Annie Freude am Babysitten für eine Freundin in Not und denkt über eine neue Art des Zusammenlebens nach. |           |                   |                   |              |              |
| Am 1. Dezember 2017 wurden alle Folgen der Staffel gleichzeitig bei Netflix veröffentlicht. |           |                   |                   |              |              |

### Staffel 3
| Nr. (ges.) | Nr. (St.) | Deutscher Titel     | Originaltitel          | Regie        | Drehbuch     |
| --- | --------- | ------------------- | ---------------------- | ------------ | ------------ |
| 17 | 1         | Swipe nach rechts   | Swipe Right            | Joe Swanberg | Joe Swanberg |
| Andi und Kyle führen eine offene Ehe, doch nur Kyle trifft sich mit anderen Leuten – bis Andi bei einer Dinnerparty einem alten Freund begegnet. |           |                     |                        |              |              |
| 18 | 2         | Privatdetektiv      | Private Eyes           | Joe Swanberg | Joe Swanberg |
| Hugh, einfacher Angestellter einer Firma für Sicherheitssysteme, übernimmt für seinen Chef außer der Reihe Observationsdienste und findet Gefallen daran. Schließlich wird er undercover auf eine BDSM-Party geschickt, wo er die submissive Rolle einnehmen soll.                                                                                           |           |                     |                        |              |              |
| 19 | 3         | Selbstzündung       | Spontaneous Combustion | Joe Swanberg | Joe Swanberg |
| Als der Mietvertrag von Chase und Jo ausläuft, lässt Chase durchblicken, dass sie die feste Beziehung einengt und sie noch etwas erleben will. Sie zieht zunächst zu Freunden, aber einen sauberen Schlussstrich zu ziehen, ist nicht einfach. |           |                     |                        |              |              |
| 20 | 4         | Ja                  | Yes                    | Joe Swanberg | Joe Swanberg |
| Annie leidet unter ihrem Single-Dasein und beschließt, 30 Tage lang mit jedem auszugehen, der sie um ein Date bittet. |           |                     |                        |              |              |
| 21 | 5         | Swipe nach links    | Swipe Left             | Joe Swanberg | Joe Swanberg |
| Kyle fühlt sich durch Andis Beziehung zu Ryan bedroht. Doch ein Sinneswandel zwingt sowohl Kyle als auch Andi dazu, sich mit ihren Gefühlen auseinanderzusetzen und ihr Experiment einer offenen Ehe neu zu bewerten. |           |                     |                        |              |              |
| 22 | 6         | Neues Kapitel       | Blank Pages            | Joe Swanberg | Joe Swanberg |
| Der sehr mit sich selbst beschäftigte Jacob erfährt, dass eine ehemalige Studentin eine wenig schmeichelhafte Graphic Novel über ihr damaliges Arbeits- und Liebesverhältnis verfasst hat. |           |                     |                        |              |              |
| 23 | 7         | Der beste Verkäufer | Number One Seller      | Joe Swanberg | Joe Swanberg |
| Um nicht auf einen Teil seines Umsatzes verzichten zu müssen, trennt sich der Straßenverkäufer Skrap von seinem Chef und rekrutiert seinen Freund Kool, um mit ihm ein Konkurrenzgeschäft zu starten. |           |                     |                        |              |              |
| 24 | 8         | Leicht gärend       | Low Rolling Boil       | Joe Swanberg | Joe Swanberg |
| Die Gegend um Jeffs Garagenbrauerei wird gentrifiziert, die nächtlichen Zusammenkünfte sind den Nachbarn ein Dorn im Auge. Sie schicken Jeff die Polizei vorbei, was dazu führt, dass er zweimal verhaftet wird. Jeffs Bruder Matt, dessen Brauereibetrieb sehr erfolgreich läuft, lädt seinen ihm entfremdeten Bruder ein, wieder sein Kompagnon zu werden. |           |                     |                        |              |              |
| 25 | 9         | Sie ist zurück      | She’s Back             | Joe Swanberg | Joe Swanberg |
| Als Sophie erfährt, dass ihre Fernsehshow nach zwei Staffeln abgesetzt wird, spielt sie mit dem Gedanken, von Los Angeles wieder nach Chicago zu ziehen, und sucht dort ihren Ex-Freund Drew auf. |           |                     |                        |              |              |
| Am 10. Mai 2019 wurden alle Folgen der Staffel gleichzeitig bei Netflix veröffentlicht. |           |                     |                        |              |              |

## Rezeption
In der Internet Movie Database erhielt die Serie eine Bewertung von 6,8 aus zehn Sternen basierend auf 9.227 abgegebenen Stimmen. Die erste Staffel erreichte bei Rotten Tomatoes eine Kritikerwertung von 85 Prozent und eine Zuschauerbewertung von 73 Prozent. Die zweite Staffel erhielt eine Kritikerbewertung von 86 Prozent sowie eine Zuschauerwertung von 94 Prozent. Die dritte Staffel erhielt eine Kritikerbewertung von 100 Prozent. Auf Metacritic bekam die Serie aus 15 Stimmen eine Durchschnittsbewertung von 72 aus 100 Punkten.

„Ausgehend von der Pilot-Episode jedoch würde ich auf jeden Fall eine klar Schau-Empfehlung aussprechen, wenngleich ich mir vorstellen könnte, dass sich auch Easy am besten als klassische Netflix-and-chill-Serie konsumieren ließe.“